# Hoope
Hoope ist der Name mehrerer Orte in Niedersachsen.
Die Herkunft des Namens ist unklar. Naheliegend wäre eine Ableitung von niederdeutsch Hoop, d. h. erhöhte Stelle im Moor. Gegen diese Deutung spricht allerdings, dass einige der Hoope genannten Siedlungen in Geestlandschaften liegen. Eine andere Erklärung lautet, dass ursprünglich mehrere Bauernhöfe dicht nebeneinander standen, auf Niederdeutsch „up enen Hoop“ („auf einem Haufen“). Alle Siedlungen mit dem Namen Hoope waren ursprünglich Weiler, die aus Ansammlungen weniger Höfe außerhalb bestehender Dörfer hervorgegangen sind. Keine der Siedlungen ist heute eine selbständige Gemeinde.

## Siedlungen mit Namen Hoope
- Hoope, Ortsteil der Gemeinde Hagen im Bremischen im Landkreis Cuxhaven
- Hoope, Siedlung im Ortsteil Wardböhmen der Stadt Bergen im Landkreis Celle
- Hoope, Ortsteil der Gemeinde Neuenkirchen (bei Bassum) im Landkreis Diepholz
- Kolonie Hoope, Siedlung im Ortsteil Henstedt der Stadt Syke im Landkreis Diepholz